# Paul Winfield
Paul Edward Winfield (n. 22 mai 1939, Los Angeles, California, SUA – d. 7 martie 2004, Los Angeles, California, SUA) a fost un actor american de televiziune, film și teatru. A devenit cunoscut pentru rolul său din filmul de referință Sounder (1972, regia Martin Ritt), rol pentru care a fost nominalizat la Premiul Oscar. Winfield l-a interpretat de asemenea pe Dr. Martin Luther King, Jr. în miniseria King, rol pentru care a fost nominalizat la Premiul Emmy.
A fost nominalizat la Premiul Oscar pentru cel mai bun actor pentru rolul din Sounder (1972).

## Biografie
Paul Winfield s-a născut pe 22 mai 1939 (unele surse indică anul 1941) în Los Angeles. Mama sa, Louise Beatrice Edwards, a fost organizatoare sindicală în domeniul textil, iar tatăl vitreg, Clarence Winfield – care a intrat în familie când Paul avea opt ani – lucra ca gunoier și constructor. Acesta i-a dat numele său de familie, după ce l-a adoptat pe Paul.
Paul Winfield și-a făcut debutul pe micile ecrane în 1965, în serialul Perry Mason, iar pe marele ecran a apărut pentru prima dată în 1967, în filmul Who’s Minding the Mint?, deși rolul său nu a fost menționat în genericul de final. Prima sa apariție notabilă a avut loc în 1969, în pelicula The Lost Man. Într-o carieră cinematografică întinsă pe 38 de ani, Paul Winfield a jucat în aproape 120 de filme și seriale și a dat voce personajelor din mai multe producții animate. A fost membru pe viață al Actor’s Studio.
De-a lungul anilor, Paul a jucat în diverse teatre, dar a apărut pe Broadway într-o singură producție – Checkmates – în 1988.
În ultimii ani de viață, Paul a suferit de obezitate și diabet zaharat. A încetat din viață pe 7 martie 2004, în Los Angeles, din cauza unui infarct miocardic acut. A fost înmormântat în cimitirul Hollywood Hills.

## Viața personală
Paul Winfield a fost un homosexual declarat, partenerul său din 1972 fiind arhitectul Charles Gillan Jr. (1951–2002), care a murit de cancer osos. 

## Premii și nominalizări
- 1973 – Nominalizare la Premiul Oscar pentru Cel mai bun actor în filmul Sounder (1972).
- 1978 – Nominalizare la Primetime Emmy pentru Cel mai bun actor în rol principal într-un miniserial sau film, pentru miniserialul King.
- 1979 – Nominalizare la Primetime Emmy pentru Cel mai bun actor în rol principal într-un miniserial sau film, pentru miniserialul Roots: The Next Generations.
- 1982 – Câștigător al NAACP Image Award pentru Cel mai bun actor în film TV, miniserial sau dramă, pentru The Sophisticated Gents.
- 1995 – Câștigător al Primetime Emmy pentru Cel mai bun actor invitat într-un serial dramatic, pentru rolul din Picket Fences.
- 1997 – Nominalizare la Daytime Emmy Award pentru Cea mai bună apariție într-un film pentru copii, pentru The Legend of Gator Face.
- 1999 – Premiul pentru întreaga carieră la Festivalul de Film din St. Louis.
- 2004 – Nominalizare la Black Reel Awards pentru Cel mai bun actor secundar în film TV, pentru Sounder (2003).

## Filmografie
| Film        | Film                                                      | Film                       | Film                           |
| An          | Titlu                                                     | Rol                        | Note                           |
| ----------- | --------------------------------------------------------- | -------------------------- | ------------------------------ |
| 1967        | The Perils of Pauline                                     | African Servant            | nemenționat                    |
| 1967        | Who's Minding the Mint?                                   | Garbage man                | nemenționat                    |
| 1969        | The Lost Man                                              | Orville Turner             |                                |
| 1970        | R. P. M.                                                  | Steve Dempsey              |                                |
| 1971        | Brother John                                              | Henry Birkart              |                                |
| 1972        | Sounder                                                   | Nathan Lee Morgan          |                                |
| 1972        | Trouble Man                                               | Chalky Price               |                                |
| 1973        | Gordon's War                                              | Gordon Hudson              |                                |
| 1974        | Conrack                                                   | Mad Billy                  |                                |
| 1974        | Huckleberry Finn                                          | Jim                        |                                |
| 1975        | Hustle                                                    | Sergeant Louis Belgrave    |                                |
| 1976        | High Velocity                                             | Watson                     |                                |
| 1977        | Green Eyes                                                | Lloyd Dubeck               |                                |
| 1977        | Twilight's Last Gleaming                                  | Willis Powell              |                                |
| 1977        | The Greatest                                              | Lawyer                     |                                |
| 1977        | Aleea blestemului                                         | Keegan                     |                                |
| 1978        | A Hero Ain't Nothin' but a Sandwich                       | Butler                     |                                |
| 1981        | Carbon Copy                                               | Bob Garvey                 |                                |
| 1982        | Star Trek II: Furia lui Khan                              | Captain Clark Terrell      |                                |
| 1982        | White Dog                                                 | Keys                       |                                |
| 1983        | On the Run                                                | Harry                      |                                |
| 1984        | Mike's Murder                                             | Philip Green               |                                |
| 1984        | Terminatorul                                              | Lt. Ed Traxler             |                                |
| 1986        | Blue City                                                 | Luther Reynolds            |                                |
| 1987        | Death Before Dishonor                                     | Ambassador                 |                                |
| 1987        | Big Shots                                                 | Johnnie Red                |                                |
| 1988        | The Serpent and the Rainbow                               | Lucien Celine              |                                |
| 1990        | Presumed Innocent                                         | Judge Larren Lyttle        |                                |
| 1993        | Luptă la înălțime                                         | Walter Wright              |                                |
| 1993        | Dennis the Menace                                         | Chief of Police            |                                |
| 1994        | The Killing Jar                                           | Judge                      | Alt titlu: Trapped             |
| 1995        | In the Kingdom of the Blind, the Man with One Eye Is King | Papa Joe                   |                                |
| 1995        | In the Flesh                                              | William Stone              |                                |
| 1996        | Original Gangstas                                         | Reverend Dorsey            | Alt titlu: Hot City            |
| 1996        | Atacul marțienilor!                                       | Lt. General Casey          |                                |
| 1996        | Dead of Night                                             | Vernon                     |                                |
| 1996        | The Legend of Gator Face                                  | Bob                        |                                |
| 1997        | Strategic Command                                         | Rowan                      |                                |
| 1998        | Relax...It's Just Sex                                     | Auntie Mahalia             |                                |
| 1998        | Assignment Berlin                                         | Al Spector                 |                                |
| 1999        | Catfish in Black Bean Sauce                               | Harold Williams            |                                |
| 2000        | Knockout                                                  | Ron Regent                 |                                |
| 2001        | Vegas, City of Dreams                                     | Edgar Jones                |                                |
| 2002        | Second to Die                                             | Detectiv Grady             |                                |
| Televiziune |                                                           |                            |                                |
| An          | Titlu                                                     | Rol                        | Note                           |
| 1965        | Perry Mason                                               | Mitch                      | 1 episod                       |
| 1966        | The Man from U.N.C.L.E.                                   | Military M.P.              | Episodul: "The Minus x Affair" |
| 1966        | Daktari                                                   | Roy Kimba                  | 2 episoade                     |
| 1967        | Cowboy in Africa                                          | Kabutu                     | 1 episod                       |
| 1968        | Death Valley Days                                         | Bart                       | 1 episod                       |
| 1968        | Mission: Impossible                                       | Klaus                      | 1 episod                       |
| 1969        | Mannix                                                    | Walter Lucas               | 1 episod                       |
| 1969        | The High Chaparral                                        | Graham Jessup              | 1 episod                       |
| 1969–1970   | Julia                                                     | Paul Cameron               | 4 episoade                     |
| 1970        | The Young Rebels                                          | Pompey                     | 1 episod                       |
| 1973        | The Horror at 37,000 Feet                                 | Dr. Enkalla                | Film de televiziune            |
| 1974        | It's Good to Be Alive                                     | Roy Campanella             | Film de televiziune            |
| 1977        | Green Eyes                                                | Lloyd Dubeck               | Film de televiziune            |
| 1978        | King                                                      | Dr. Martin Luther King Jr. | Miniseries                     |
| 1979        | Backstairs at the White House                             | Emmett Rogers Sr.          | Miniseries                     |
| 1979        | Rădăcini - Generațiile următoare                          | Dr. Horace Huguley         | Episode #1.5                   |
| 1980        | Angel City                                                | Cy                         | Film de televiziune            |
| 1981        | The Sophisticated Gents                                   | Richard "Bubbles" Wiggins  | Film de televiziune            |
| 1982        | The Blue and the Gray                                     | Jonathan Henry             | Miniseries                     |
| 1983        | For Us the Living: The Medgar Evers Story                 | Sampson                    | Film de televiziune            |
| 1984        | The Fall Guy                                              | Bert Perkins               | 1 episod                       |
| 1985        | Go Tell It on the Mountain                                | Gabriel Grimes             | Film de televiziune            |
| 1985        | Verdict crimă                                             | Det. Lieutenant Starkey    | 1 episod                       |
| 1986        | Under Siege                                               | Andrew Simon               | Film de televiziune            |
| 1987        | Mighty Pawns                                              | Mr. Wright                 | Film de televiziune            |
| 1987–1988   | The Charmings                                             | The Magic Mirror           | 19 episoade                    |
| 1988–1990   | 227                                                       | Julian C. Barlow           | 24 episoade                    |
| 1989        | The Women of Brewster Place                               | Sam Michael                | Miniseries                     |
| 1989        | Wiseguy                                                   | Isaac Twine                | 6 episoade                     |
| 1990        | L.A. Law                                                  | Derron Holloway            | 4 episoade                     |
| 1991        | Family Matters                                            | Jimmy Baines               | 1 episod                       |
| 1991        | Star Trek: Generația următoare                            | Captain Dathon             | 1 episod, "Darmok"             |
| 1993        | Irresistible Force                                        | Commander Toole            | Film de televiziune            |
| 1994        | Scarlett                                                  | Big Sam                    | Miniseries                     |
| 1994        | Picket Fences                                             | Judge Harold Nance         | 2 episoade                     |
| 1995        | Tyson                                                     | Don King                   | Film de televiziune            |
| 1995        | Babylon 5                                                 | General Richard Franklin   | 1 episod                       |
| 1995        | White Dwarf                                               | Dr. Akada                  | Film de televiziune            |
| 1995–1996   | Gargoyles                                                 | Jeffrey Robbins            | Voce, 3 episoade               |
| 1995–2003   | Touched by an Angel                                       | Sam                        | 13 episoade, (apariție finală) |
| 1996        | Second Noah                                               | Ramses                     | 1 episod                       |
| 1996–1997   | The Magic School Bus                                      | Mr. Ruhle                  | Voce, 4 episoade               |
| 1996–1998   | Familia Simpson                                           | Lucius Sweet               | Voce, 2 episoade               |
| 1997        | Spider-Man                                                | Omar Mosely / Black Marvel | Voce, 3 episoade               |
| 1998        | Walker, Texas Ranger                                      | Pastor Roscoe Jones        | 1 episod                       |
| 1999–2000   | Batman Beyond                                             | Sam Young                  | Rol de voce, 3 episoade        |
| 1999–2004   | City Confidential                                         | Narator                    | 94 episoade                    |
| 1999        | Strange Justice                                           | Thurgood Marshall          | Film de televiziune            |
| 2002        | Crossing Jordan                                           | Dr. Phillip Sanders        | 1 episod                       |
| 2003        | Sounder                                                   | The Teacher                | Film de televiziune            |

## Legături externe
- Paul Winfield la Internet Movie Database